# Volba izraelského prezidenta 1951

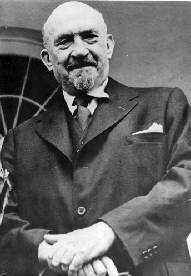
Jediným kandidátem byl úřadující prezident Chajim Weizmann

Volba izraelského prezidenta se v Knesetu konala 19. listopadu 1951 po parlamentních volbách a vzniku třetí vlády (v té době byla délka funkčního období prezidenta vázána na funkční období Knesetu). Navzdory svému špatnému zdraví se Weizmann znovu ucházel o úřad prezidenta a ve volbě zároveň neměl žádného protikandidáta. Volby se tedy konaly přesto, že byl jediným kandidátem. Celkem získal 85 hlasů pro, 11 proti a 3 prázdné hlasovací lístky. Dále 21 poslanců nehlasovalo.
Slavnostní prezidentský slib pro své druhé funkční období složil 25. listopadu ve svém domě a prezidentské rezidenci v Rechovotu.
Weizmann zemřel o rok později a následně se konaly předčasné prezidentské volby, v nichž zvítězil Jicchak Ben Cvi.

## Výsledky
| možnosti                 | hlasy |
| ------------------------ | ----- |
| pro                      | 85    |
| proti                    | 11    |
| prázdné hlasovací lístky | 3     |
| nehlasovalo              | 21    |
| celkem                   | 120   |